# Enoplus micrognathus
Enoplus micrognathus är en rundmaskart som beskrevs av Allgen 1947. Enoplus micrognathus ingår i släktet Enoplus och familjen Enoplidae. Inga underarter finns listade i Catalogue of Life.